# Stuart Raleigh
Stuart W. Raleigh (Syracuse (New York), 22 augustus 1940) is een Amerikaans componist, muziekpedagoog, dirigent en pianist. 

## Levensloop
Raleigh groeide op in zijn geboorteplaats Syracuse (New York) en studeerde aan de Universiteit van Syracuse. Aldaar behaalde hij zijn Bachelor of Music en zijn Master of Music. Vervolgens was hij twee zomers in Tanglewood en was begeleidend pianist voor de repetities. Hij werkte onder anderen voor Leonard Bernstein en Aaron Copland. Daarna was hij vijf zomers bezig als begeleidend pianist aan het Blossom Music Center waar hij samenwerkte met Robert Shaw en Pierre Boulez. 
Hij was dirigent van het orkest van de Cleveland Opera en de Lyric Opera Cleveland. Verder was hij directeur van het Great Lakes Theatre Festival en het Berea Summer Theatre. Raleigh was eveneens directeur en dirigent van de producties van het Baldwin-Wallace opera and musical theatre. 
Als pianist was hij lid van het Syracuse Symphony Orchestra, het Cleveland Philharmonic Orchestra en het Ohio Chamber Orchestras. Als solist werkte hij onder dirigenten als Pierre Boulez, Marice Stith, Frederick Prausnitz, Aaron Copland en Dwight Oltman. 
Hij was sinds 1973 docent zang aan het Baldwin-Wallace College in Berea (Ohio). Aan dit instituut was hij ook directeur van het Baldwin-Wallace College Choir en het Baldwin-Wallace College Motet Choir. Eveneens is hij koordirigent van het Baldwin-Wallace Bach Festival. In 2008 ging hij met pensioen.

## Composities

### Werken voor harmonieorkest
- 1967 Maledictions
  1. Moderato e preciso (Fanfares and Pyramids)
  2. Lento tenebroso (Tone Clusters)
  3. Lento maestoso (Choral)
  4. Andante rubato (Flute Cadenza)
  5. Allegro non troppo - molto preciso (Pointillism)
- Monoliths

### Werken voor koren
- When I Heard at the Close of the Day, voor mannenkoor
- Words for the future, voor mannenkoor  - tekst: Walt Whitman

### Vocale muziek
- Bring a Torch, voor sopraan en gemengd koor